# Oil Springs
Oil Springs è un villaggio del Canada, situato nella provincia dell'Ontario, nella contea di Lambton.